# Ogólnopolskie Stowarzyszenie Moje Nerki
Ogólnopolskie Stowarzyszenie Moje Nerki (OSMN) – Stowarzyszenie zrzeszające i wspierające pacjentów z przewlekłą chorobą nerek (PChN) oraz ich bliskich i opiekunów. Działa pro publico bono. Ma pod swoją opieką w całej Polsce około 5 tysięcy chorych i ich rodzin. Organizacja zajmuje się edukacją społeczeństwa, promowaniem profilaktyki i idei transplantacji. Należy do Rady Organizacji Pacjentów działającej przy Rzeczniku Praw Pacjenta. Posiada status organizacji pożytku publicznego. Jest inicjatorem powstania w Sejmie Parlamentarnego Zespołu ds. Nefrologii.

## Działalność
Stowarzyszenie od początku swojej działalności zajmuje się profilaktyką, edukacją oraz informowaniem o chorobach nerek. Uczy pacjentów, jak walczyć i lepiej żyć z chorobą. Co roku w marcu na Światowy Dzień Nerek przeprowadza akcję badań profilaktycznych. Stowarzyszenie reprezentuje pacjentów w kontaktach z wszelkimi instytucjami, na szczeblach lokalnych oraz państwowych.
Zrzesza pacjentów z całej Polski, organizuje dla nich spotkania, na których chorzy wymieniają się doświadczeniami. W ramach prowadzonej działalności współpracuje z lokalnymi i ogólnopolskimi mediami, a także organizacjami oraz instytucjami zajmującymi się ochroną i promocją zdrowia. W swoje działania włącza m.in.: pacjentów, środowisko medyczne, młodzież szkół ponadgimnazjalnych, media oraz studentów medycyny.
W 2021 r. poprzedniczka OSMN, czyli OSOD ustanowiło Ogólnopolski Dzień Osób Dializowanych i po raz pierwszy obchodziło go 8 listopada 2021 r. Ta szczególna data, bowiem 8 listopada 1958 r. w Poznaniu wykonano w Polsce pierwszą hemodializę.

### Parlamentarny Zespół ds. Nefrologii
Z inicjatywy OSMN w Sejmie powołano Parlamentarny Zespół ds. Nefrologii, którego celem jest poprawa jakości opieki nefrologicznej w Polsce. Pierwsze posiedzenie zespołu odbyło się 9 lipca 2024 roku, a jego przewodniczącą została posłanka Krystyna Szumilas. W obradach wzięli udział przedstawiciele Ministerstwa Zdrowia, Narodowego Funduszu Zdrowia, Rzecznika Praw Pacjenta, Polskiego Towarzystwa Nefrologicznego, organizacji pacjentów, konsultanci krajowi oraz wojewódzcy w dziedzinie nefrologii i transplantologii.
Podczas inauguracyjnego spotkania prof. Rajmund Michalski, prezes OSMN, zaprezentował wyniki badania dotyczącego jakości i dostępności leczenia pacjentów z przewlekłą chorobą nerek (PChN) w Polsce. Wyniki wykazały m.in. ograniczony dostęp pacjentów dializowanych do lekarzy specjalistów (63% pacjentów nie ma takiego dostępu), długi czas oczekiwania na wizyty (60% pacjentów zgłasza problemy), a także brak dostępu do programów lekowych (36% pacjentów) oraz wsparcia psychologicznego i socjalnego (odpowiednio 65% i 73% pacjentów).
Zespół postawił sobie za cel poprawę systemu opieki nefrologicznej, w tym zwiększenie dostępności do specjalistycznych konsultacji, poprawę jakości dializoterapii oraz ułatwienie procesu kwalifikacji pacjentów do przeszczepienia nerki.

## Cele statutowe stowarzyszenia
Do głównych celów stowarzyszenia należy:
- Integracja środowiska osób dotkniętych chorobami nerek oraz ich opiekunów w celu reprezentacji i obrony ich interesów przed organami władzy zarówno w Polsce, jak i za granicą.
- Inicjowanie wspólnych działań mających na celu popularyzację najnowszych osiągnięć naukowych w dziedzinie profilaktyki, terapii, rekonwalescencji i rehabilitacji.
- Wspieranie się nawzajem oraz wymiana informacji związanych z chorobami nerek we współpracy z organizacjami i instytucjami krajowymi, zagranicznymi oraz międzynarodowymi o podobnym profilu działania.
- Działanie na rzecz poprawy jakości życia osób dotkniętych chorobami nerek oraz osób z grup ryzyka.
- Promowanie społecznej profilaktyki zdrowotnej, w szczególności wśród osób należących do grupy podwyższonego ryzyka wystąpienia przewlekłej choroby nerek[10].

## Historia
Początki działalności Ogólnopolskiego Stowarzyszenia Osób Dializowanych (OSOD) sięgają 2003 roku. Inicjatorką jego powstania była Iwona Mazur, która w 1995 roku doznała wypadku samochodowego i spędziła w szpitalu w ciężkim stanie ponad rok. Cudem uniknęła śmierci i nigdy nie powróciła do pełnej sprawności. Pierwotnie stowarzyszenie skupiało głównie osoby dializowane i ich rodziny z całej Polski. Za główny cel OSOD stawiało sobie obronę praw osób dializowanych.
Oficjalnie Ogólnopolskie Stowarzyszenie Osób Dializowanych zarejestrowane zostało w 8 stycznia 2004 roku aby reprezentować wówczas około 15 tysięcy dializowanych w Polsce i prawie drugie tyle pacjentów po przeszczepieniu nerek.
Od tamtego czasu do Stowarzyszenia dołączały lokalne organizacje zrzeszające pacjentów, takie jak:
- Gdańskie Stowarzyszenie Dializowanych, założone w klinice kierowanej przez prof. Bolesława Rutkowskiego,
- Stowarzyszenie Dializowanych Sztuczna Nerka w Bytomiu,
- Stowarzyszenie pomocy Dializowanym w Rzeszowie,
- Stowarzyszenie Chorych Wymagających Dializowania z Wałbrzycha[11].

## Władze Stowarzyszenia
Prezes Zarządu:
- Prof. Rajmund Michalski

Wice Prezes:
- Mgr Dorota Ligęza[12]

## Czasopismo "Dializa i Ty"
W kwietniu 2007 roku stowarzyszenie we współpracy z fundacją Amicus Renis zaczęło wydawać czasopismo „Dializa i Ty”. Gazeta z czasem stała się forum wymiany poglądów i źródłem wiedzy o nefrologii, dializie i przeszczepianiu nerek wśród kilkunastu tysięcy dializowanych i przeszczepionych w Polsce pacjentów, ale także pielęgniarek i lekarzy pracujących w stacjach dializ.

## Współpraca międzynarodowa
Ogólnopolskie Stowarzyszenie Moje Nerki jest członkiem Europejskiej Federacji Pacjentów z Chorobami Nerek (European Kidney Patients Federation). To międzynarodowy podmiot działający na poziomie europejskim – zrzeszający organizacje podobne do OSMN. Do jego głównych celów należy:
- Umieszczenie problematyki przewlekłej choroby nerek (PChN) na czołowych miejscach europejskiej agendy zdrowia publicznego.
- Propagowanie działań profilaktycznych przeciwko PChN.
- Wprowadzenie systemu wczesnego wykrywania chorób oraz ustalenie europejskich standardów jakości w opiece nad pacjentami z PChN.
- Podniesienie jakości życia, leczenia, zabezpieczenia społecznego oraz warunków bytowych pacjentów z PChN, ich rodzin oraz opiekunów.
- Intensyfikacja współpracy oraz wymiany informacji z podmiotami zajmującymi się problematyką nerkową.
- Zwiększenie liczby donacji organów oraz liczby przeszczepień[14].